# Épée de Charles X
 (mai 2025).
L’épée militaire de Charles X est une arme d’apparat réalisée en 1824 pour le sacre du dernier roi de France de la dynastie des Bourbons. Chef-d’œuvre d’orfèvrerie, elle se distingue par sa garde en argent entièrement sertie de diamants, son pommeau sphérique et sa lame en acier ornée de motifs damasquinés d’or. Pièce emblématique des collections du musée du Louvre, elle témoigne du raffinement et du prestige attachés à la monarchie française. Cette épée a toutefois disparu. Elle a été volée au Louvre dans la nuit du 16 décembre 1976 et n’a jamais été retrouvée.

## Histoire
L’épée militaire de Charles X fut commandée en 1824 pour le sacre du dernier roi de la dynastie des Bourbons, en remplacement de la traditionnelle Joyeuse.
Après avoir servi lors du sacre de Charles X, l’épée et son fourreau furent transformés en 1853 afin d’être utilisés par Napoléon III à l’occasion de son mariage à Notre-Dame de Paris.
À la suite de la vente des Diamants de la Couronne en 1887, l’épée fut attribuée au Louvre, où elle rejoignit les collections nationales et fut exposée dans la galerie d’Apollon.
Dans la nuit du 16 décembre 1976, l'épée a été dérobée lors d’un vol à main armée au musée du Louvre. Elle n'a jamais été retrouvée.

## Sources
1. ↑  Frédéric Bapst, Jacques-Evrard Bapst et Charles-Louis Sir-Henri, Epée militaire de Charles X, avec son fourreau, 1824 (lire en ligne)
2. ↑  « Les regalia – Présence du Souvenir Bourbonien en Lyonnais – Forez – Beaujolais », sur www.psbenlyonnais.fr (consulté le 4 mai 2025)
3. ↑  Frédéric Bapst et Jacques-Evrard Bapst, Etui de l'épée militaire de Charles X (MV 1023), 1824 (lire en ligne)

 (mai 2025).